# Dajniszki (rejon solecznicki)
Dajniszki (lit. Dainiškės) − wieś na Litwie, zamieszkana przez 37 ludzi, w gminie rejonowej Soleczniki, 4 km na południowy wschód od Sałek Wielkich.